# Voila, Brașov
Voila (în maghiară Voila, în germană Wolldorf) este satul de reședință al comunei cu același nume din județul Brașov, Transilvania, România.

## Istorie
Din registrul conscripțiunii din 1733, realizată la cererea episcopului unit Inocențiu Micu-Klein, aflăm că la Voilaanului 1733 trăiau 80 de familii, adică circa 400 de persoane. Din registrul aceleiași conscripțiuni mai afăm și numele preoților care funcționau în localitate: Vaszilie [Vasile], Miklos [Nicolae], David, Toagyer [Toader] și Nisztor [Nistor]; toți cei cinci preoți erau greco-catolici. În localitate funcționa o biserică greco-catolică. Denumirea satului, Vojla, precum și numele preoților erau redate în ortografie maghiară, întrucât rezultatele conscripțiunii urmau să fie date unei comisii formate din neromâni, în majoritate maghiari.